# Santa Clara de Louredo
Pour les articles homonymes, voir Santa Clara et Louredo.
Santa Clara de Louredo est une paroisse civile portugaise (en portugais : freguesia) de la municipalité de Beja dans le district du même nom en Alentejo.

## Géographie
Santa Clara de Louredo est située au sud du centre urbain de Beja, dans le Bas Alentejo.
Elle est desservie par l'Itinéraire principal 2.

## Démographie
Lors du recensement de 2021, Santa Clara de Louredo compte 747 habitants.